# Czmoniec
Czmoniec is een plaats in het Poolse district  Poznański, woiwodschap Groot-Polen. De plaats maakt deel uit van de gemeente Kórnik en telt 220 inwoners.